# Ashakiran, Mundargi
Ashakiran là một làng thuộc tehsil Mundargi, huyện Gadag, bang Karnataka, Ấn Độ.